# そーぐちの今すぐ聴きたい!
『そーぐちの今すぐ聴きたい!』（そーぐちのいますぐききたい）はニッポン放送で2002年10月 - 2004年3月21日（日曜 13:00-15:00）に放送されていたラジオ番組。ミュージックコンパイラーは当時ニッポン放送アナウンサーだった荘口彰久。
番組のコーナーで佐藤竹善（SING LIKE TALKING）を匿名アーティスト『若っ貴』としてデビューさせた。
前番組は『原千晶と荘口彰久のSunday Sound Mission』、後番組は『清水ミチコの日曜はマネよ』。